# Ravni kotari
Ravni kotari este o arie protejată (arie de protecție specială avifaunistică — SPA) din Croația întinsă pe o suprafață de 65.114,76 ha, integral pe uscat.

## Localizare
Centrul sitului Ravni kotari este situat la coordonatele 44°03′00″N 15°30′00″E / 44.050024°N 15.500117°E.

## Înființare
Situl Ravni kotari a fost declarat arie de protecție specială avifaunistică în iulie 2013 pentru a proteja 19 specii de animale.

## Biodiversitate
Situată în ecoregiunea mediteraneană, aria protejată nu include niciun habitat protejat.
La baza desemnării sitului se află mai multe specii protejate de  păsări (19): potârnichea de stâncă (Alectoris graeca), fâsă-de-câmp (Anthus campestris), buha (Bubo bubo), ciocârlie-cu-degete-scurte (Calandrella brachydactyla), caprimulg (Caprimulgus europaeus), șerpar (Circaetus gallicus), erete vânăt (Circus cyaneus), erete cenușiu (Circus pygargus), dumbrăveancă (Coracias garrulus), ciocănitoarea de stejar (Dendrocopos medius), șoim de iarnă (Falco columbarius), Falco naumanni, șoim călător (Falco peregrinus), cocor (Grus grus), Hippolais olivetorum, sfrâncioc roșiatic (Lanius collurio), sfrânciocul cu frunte neagră (Lanius minor), ciocârlie de pădure (Lullula arborea), ciocârlie de bărăgan (Melanocorypha calandra).